# تپه سکویی

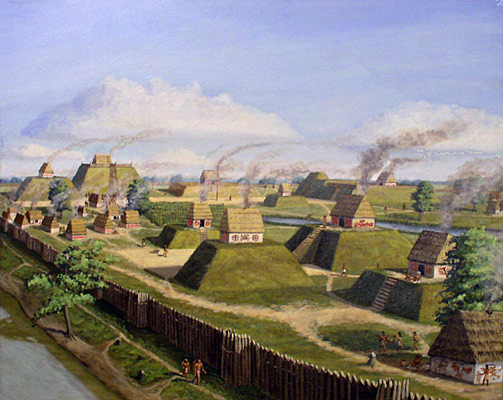
مکان کینکید در شهرستان ماساک، ایالت ایلینوی با تپه‌های سکویی قابل‌توجه.

تپۀ سکویی هرگونه خاکریز یا تپه‌ای که به منظور حمایت از یک سازه یا فعالیت ساخته شده باشد تپۀ سکویی نام دارد. این اصطلاح معمولاً به یک تپۀ مسطح اشاره دارد که طرف‌های آن ممکن است هرمی‌شکل باشند.